# صادق‌جان
میرزا صادق (به ترکی آذربایجانی :Mirzə Sadıq) متولد ۱۸۴۶ در شوشی نوازنده و سازندهٔ ساز تار بود. او بیشتر به خاطر دادن تغییراتی در تار ایرانی و ساختن تار آذربایجانی از روی آن شناخته می‌شود.

## زندگی و شهرت
صادق در خانواده ای فقیر از نگهبانان در شهر شوشی به دنیا آمد. در نوجوانی، به آموختن آواز پرداخت اما در ۱۸ سالگی، صدایش را از دست داد. بعدها او به نی، کمانچه و بالاخره تار روی آورد. در اواسط دههٔ سوم از زندگی‌اش شهرتی به عنوان یک نوازنده در منطقهٔ قفقاز جنوبی و اطراف آن پیدا کرده بود. در دهه ۱۸۹۰، او گروه موسیقی خود را داشت که ترانه‌های آذربایجانی، ارمنی و گرجی اجرا می‌کرد.

## ساخت تار قفقازی
در اوایل دههٔ ۱۸۷۰، صادق جان با اعمال تغییراتی در تار سنتی ایرانی، شکل جدیدی از این ساز ارائه داد که بعداً با نام تار آذربایجانی یا تار قفقازی شناخته شد. تار ایرانی دارای ۶ سیم در سه جفت است که در سیم بم، یکی از آنها، اکتاو آن است. تار آذربایجانی اختراع صادق جان، یکی سیم بم اضافه‌تر در کنار ساز بر روی یک گوشی بالا، معمولاً به همراه دو سیم واخوان بر روی گوشی‌های کوچک فلزی در وسط دسته قرار دارند. همهٔ این سیم‌ها به همراه سیم‌های اصلی از روی خرک می‌گذرند و با سیم گیر در پایین ساز محکم شده‌اند. در مجموع تار قفقازی ۱۱ سیم و ۷ صدا دارد.
نوازنده‌ها در گذشته ساز را روی زانوی خود قرار می‌دادند که با تغییرات اعمال شده توسط صادق جان، مثل کوچک‌تر کردن کاسه، نوع جدیدی از اجرا رایج شد که ساز در آغوش نوازنده و روی سینهٔ او قرار می‌گیرد. در قرن بیستم تار از نمادهای موسیقی در جمهوری آذربایجان شد.
نقش یک تار قفقازی بر روی پول یک مناتی آذربایجان که در سال ۲۰۰۶ چاپ شد، قرار دارد.